# Taikenmon'in no Horikawa
Taikenmon'in no Horikawa (待賢門院堀河; fl. XII secolo) è stata una poeta giapponese waka del tardo periodo Heian.
Suo padre era Minamoto no Akinaka, un funzionario capo incaricato delle questioni relative allo shintoismo. Le sue sorelle erano Taifu no Suke e Jōsai Mon In no Hyōe. Appartiene alla lista delle trentasei poetesse immortali.
Membro del clan Minamoto, il suo lavoro è incluso anche nel Kin'yō Wakashū.
All'inizio servì la principessa imperiale Reishi, per questo fu chiamata Rokujo (六条), poi servì la seconda consorte dell'imperatore Toba, Taikenmonin Fujiwara no Shōshi, per cui venne chiamata Horikawa (堀 河). Nel 1142, quando Taikenmonin Shoshi prese la tonsura ed entrò nel sacerdozio, seguì il suo maestro e si fece monaca buddista.

## Poesia
Intorno al 1142 e al 1143 partecipò a vari concorsi di waka. Ebbe una rivalità poetica con il monaco Saigyō.
Le sue poesie sono incluse nelle antologie Kin'yō Wakashū e Chokusen Wakashū. Ha lasciato una collezione personale, il Taikenmon'in no Horikawa-shū (待賢門院堀河集).
Una delle sue poesie è inclusa nello Hyakunin Isshu.
(Hyakunin Isshu 80, Senzai Wakashū 13:802)